# Marco effekten
Marco effekten er en dansk krimiroman fra 2012, skrevet af Jussi Adler-Olsen og udgivet på Politikens Forlag. Det er 5. bind i serien om Afdeling Q. Bogen blev filmatiseret i 2021.

## Handling
Bogen omhandler den 15-årige dreng Marco. Hans sigøjnerfamilie lever af at tigge og stjæle, og familiens overhoved, den kyniske Zola, har planer om at gøre Marco invalid, så han kan vække medlidenhed, når han tigger. Derfor vælger han at flygte, hvilket ikke er let, da København ikke er let at gemme sig i når både familien, politiet i form af Carl Mørck og den kriminelle verden i København er efter én. 

## Modtagelse
I Politikens anmeldelse af bogen, gives der udtryk for, at Jussi Adler-Olsen kan få det groteske og uhyggelige samt det gemytlige og folkekomedien ala Olsen-Banden mikset med Rejseholdet manet frem i bogen. Udover lidt gnidninger i sproget, er det dog en interessant og uforudsigelig historie, ifølge Politiken.